# Kidričevo
Kidričevo è un comune di 6 721 abitanti della Slovenia nord-orientale, vicino a Ptuj. In passato si chiamava Strnišče ma prese l'attuale nome dopo la II guerra mondiale, in onore di Boris Kidrič, primo presidente del governo sloveno, quando la Slovenia faceva parte della Jugoslavia. La principale industria della città è quella dell'alluminio.
Durante il dominio asburgico Kidričevo era un terreno agricolo del comune di Lovrenc na Dravskem polju, mentre la sua parte orientale, afferente ora all'attiguo insediamento (naselje) di Njiverce faceva parte del comune di Gerečja vas (attualmente invece parte del comune di Hajdina).

## Località
Il comune di Kidričevo è diviso in 16 insediamenti (naselja):
| - Apače - Cirkovce - Dragonja vas - Kidričevo - Kungota pri Ptuju - Lovrenc na Dravskem polju - Mihovce - Njiverce - Pleterje | - Pongrce - Spodnje Jablane - Spodnji Gaj pri Pragerskem - Starošince - Stražgonjca - Strnišče - Šikole - Zgornje Jablane - Župečja vas |

## Sport

### Calcio
La squadra principale della città è il Nogometni Klub Aluminij.